# Expo Tower
L'Expo Tower (エキスポタワー, Ekisupo Tawā) était une tour d'observation de 127 mètres de haut située dans le Parc de l'Expo '70 (en), dans le nouveau quartier de Senri à Suita, dans la préfecture d'Osaka. Elle a été construite pour l'Exposition universelle de 1970, mais, à cause de son état détérioré, elle a été démantelée de 2002 à 2003. 

## Description

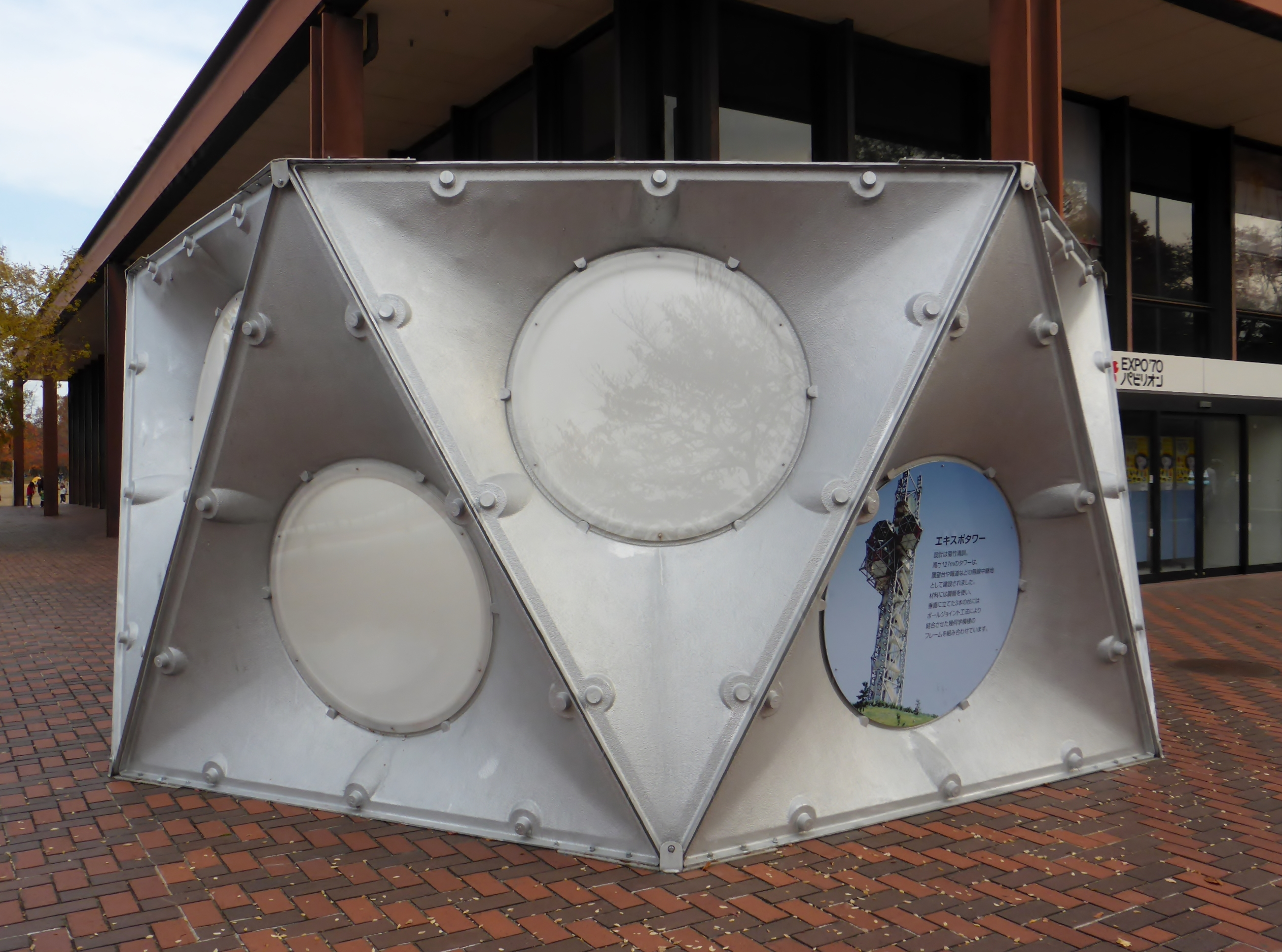
Morceau subsistant de la tour placée devant le musée.

L'Expo Tower était située à l'extrémité nord du parc, près de la Tour du Soleil, du musée de l'Expo et du bâtiment de l'Association de l'Expo. Localisé sur une colline de 65 mètres de haut, son emplacement était à l'extrémité sud de la ville. 
La tour est une structure en treillis de métal centrée sur trois piliers formant vue du ciel un triangle équilatéral de 10,8 mètres de côté et de 10 mètres de diamètre. Trônant à environ mi-hauteur de la tour se trouve la salle d'observation, le hall d'ascenseur, la salle d'exposition et la salle des machines. Son style architectural est le métabolisme,,. Deux ascenseurs d'une capacité de 30 personnes et d'une vitesse de 180 mètres par seconde permettaient l'accès au pont d'observation et étaient situés au milieu des trois piliers.

## Histoire
Les plans pour une tour d'observation émergent en octobre 1966. Un plan initial d'un observatoire rotatif avec station d'embarquement et téléphériques est élaboré. La construction commence en 1967 en vue de l'Exposition universelle et la tour est planifiée comme la pièce maitresse de l'événement. 
En avril 1967, un groupe de 13 architectes dont Kenzō Tange propose un nouveau plan avec une tour de 400 mètres, mais celui-ci est refusé par l'Association de l'Expo par manque de budget. Peu après, Mitsubishi propose un plan d'une tour de 350 à 380 mètres qui serait prêtée le temps de l'exposition. L'Association accepte les plans, mais à condition que le pavillon Mitsubishi annoncé en avril 1967 reste dans l'exposition. Le ministère des Transports demande à la tour d'être rétrécie, car elle bloquerait l'espace aérien du futur Aéroport international d'Osaka. Une tour de 180 mètres est suggérée, mais le gouverneur d'Osaka Gisen Satō est réticent à continuer le projet, et il finit par être abandonné.
En mars 1968, un troisième plan, apporté par Kiyonori Kikutake, avec une tour à quatre piliers de 180 mètres, est de nouveau refusé par l'Association. Le plan est par la suite révisé pour convenir au budget et une tour de 127 mètres avec trois piliers est finalement approuvée. Un groupe de cinq entreprises de construction entreprennent la construction de juillet 1968 à février 1970,. Juste avant l'Expo '70, la tour était utilisée pour les communications radio.
Après l'Expo, la tour est repeinte en rouge et blanc, et à l'ouverture du parc d'attractions Expoland en 1972, la tour devient une des attractions visitables. La tour était cependant en mauvais état et attirait peu de visiteurs. La tour est fermée le 30 septembre 1990, mais continue à être utilisée comme antenne. La tour est démolie d'août 2002 à mars 2003,,. Après le démantèlement, l'artiste Kenji Yanobe décide d'utiliser une partie de la structure pour en faire une sculpture. Une partie d'un mur d'une des cabines et le projecteur au Xénon sont placés dans le musée en 2010.